# Ben C. Gerwick
Ben Clifford Gerwick Jr. (* 22. Februar 1919 in Berkeley (Kalifornien); † 25. Dezember 2006)  war ein US-amerikanischer Bauingenieur und Hochschullehrer an der University of California, Berkeley.
Gerwick besuchte die Berkeley High School mit dem Abschluss 1935 und studierte Bauingenieurwesen an der Universität Berkeley mit dem Bachelor-Abschluss 1940. Im Zweiten Weltkrieg diente er bis 1946 in den US Navy im Atlantik, dem Mittelmeer und Südpazifik, zuletzt als Commander. Danach ging er wieder als Ingenieur zurück in die Familienfirma Ben C. Gerwick Inc., einer Baufirma für marine Baukonstruktionen. 1952 wurde er Präsident der Firma. Ab 1971 war er Professor für Bauingenieurwesen an der University of California, Berkeley. 1989 ging er dort in den Ruhestand, lehrte aber nach Bedarf weiter.
Er war auf marine Konstruktionen wie Brückengründungen, Hafenbauten und Offshore-Bauten spezialisiert. Dabei entwickelte er Innovationen im verwendeten Unterwasserbeton, im Spannbeton, beim Korrosionsschutz, bei den Tiefgründungen (zum Beispiel Spannbetonpfähle), schwimmende Betonkonstruktionen bis zu Offshore-Plattformen in arktischen Gewässern oder in der rauen Umgebung der Nordsee. Er entwickelte auch Schienenwellen aus vorgespanntem Beton für Eisenbahnen (zum Beispiel vom Nahverkehrsbetrieb Bay Area Rapid Transit (BART) in San Francisco verwendet). Teilweise arbeitete er als beratender Ingenieur und er arbeitete weltweit. Zu seinen Projekten gehören die Richmond–San Rafael Bridge und die San Mateo–Hayward Bridge im Gebiet der Bucht von San Francisco.
Von ihm stammen über 240 Aufsätze und fünf Bücher, darunter ein Standardwerk über Offshore-Konstruktionen.
Er lehrte einen interdisziplinären Zugang für Problemlösungen im konstruktiven Ingenieurbau im marinen Bereich, wobei er von seinen Studentengruppen verlangte, die Lösungen von Projekten ihm ähnlich zu präsentieren wie einem Auftraggeber.
1958 wurde er Präsident des Prestressed Concrete Institute. 1976 erhielt er den Golden Beaver Award for Engineering (die höchste Auszeichnung für konstruktiven Ingenieurbau im Westen der USA), 1979 die Emil-Mörsch-Denkmünze und 1989 die Berkeley Citation. 1982 erhielt er die Freyssinet-Medaille der FIP (Internationale Gesellschaft für Spannbeton) und 1990 wurde zum Mitglied der Berkeley Fellows gewählt. 1972 bis 1976 war er Präsident der FIP. 1974 wurde er Mitglied der National Academy of Engineering. 2001 erhielt er den OPAL Award der ASCE im Bereich Construction.

## Schriften
- The bridge beyond, Vantage Press 2005 (Autobiographisch)
- Construction of marine and offshore structures, CRC Press 2007